# KTouch
KTouch 是一個提供學生練習盲打的應用軟件，配備了很多不同的鍵盤佈局在許多不同語言的教學，還有提供數字小鍵盤的練習。作為用戶類型，有提供他們做的如何的實時統計。如果用戶做的夠好，KTouch 會進入到下一個練習，而用戶也可以自己手動前進到下一個練習。

## 特色

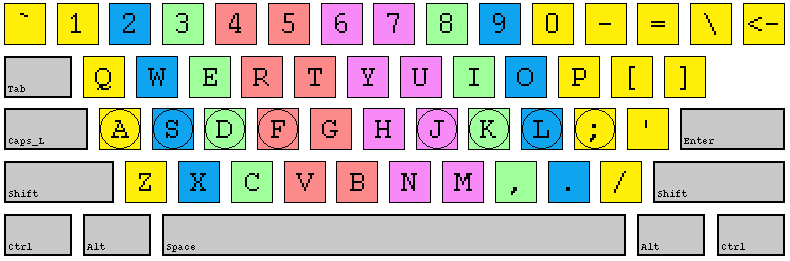

KTouch 提供用戶自定性，用戶可以設置他們必須如何做才能前進到下一個練習，例如：增加新的鍵盤佈局和語言，使用內置的編輯器修改練習。它還有一個統計窗口，包含了用戶打字速度的直方圖，即每分鐘單字或每分鐘字符，以及許多其他統計資料。這些統計數字窗口還不斷記錄用戶個別鍵的情況，以便他們知道哪些鍵需要練習。
1. ↑  https://apps.kde.org/ktouch/; 检索日期: 2024年2月10日.